# 福永陽一郎
福永 陽一郎（ふくなが よういちろう、1926年4月30日 - 1990年2月10日）は日本の指揮者、編曲家、音楽評論家。兵庫県神戸市生まれ。

## 来歴
関西学院中学部、西南学院中学部、西南学院高等部を経て、東京音楽学校（現：東京藝術大学）ピアノ科に入学したが、1948年1月に中退。東京音楽学校在籍中より、東宝交響楽団（現：東京交響楽団）にて、近衛秀麿の内弟子となり、指揮法、作曲法、管弦楽法を学ぶ。1950年、西南学院大学神学部に入学したが、翌年再上京し、藤原歌劇団に入団。マンフレート・グルリットの下でオペラ演奏法を学んだ。
晩年は腎臓病に苦しみ、人工透析に週3回通いながら音楽活動を続けていたが、1990年2月10日に死去。63歳であった。福永の没後、1992年10月1日に財団法人藤沢市芸術文化振興財団が設立され、藤沢オペラコンクールを開催している。その最高優勝者には「福永陽一郎賞」が授与される。

## 人物
東京音楽学校ピアノ科を中退した理由について、福永は、学内体制への不満を漏らしているが、畑中良輔によると、卒業演奏曲の解釈をめぐって、担当教授と対立したのが原因だという。
指揮者としては、合唱やオペラを中心に、わけても男声合唱の分野に特に力を尽くした。彼の父は関西学院グリークラブに所属しており、それゆえに、生まれて間もない頃から父に連れられてグリーの演奏に接していたという。彼もまた、関西学院中学部、西南学院神学部時代にてグリークラブに入った。主たる貢献としては、日本初の職業男声合唱団「東京コラリアーズ」を畑中良輔とともに設立（1952年）し、指揮や編曲を行ったほか、3冊の『グリークラブアルバム』の編纂（うち2冊は北村協一との共同）、そして早稲田大学グリークラブや同志社グリークラブ、西南学院グリークラブなど、いくつもの男声合唱団の指導に携わったことなどが挙げられる。東西四大学合唱演奏会には、第2回（1953年）から参加しており、合同合唱指揮の回数は、その回を含めて8回にのぼる。
なお、彼は東京コラリアーズ以前にも2つの合唱団を創設しており、それらは混声合唱団である。2つ目の合唱団「西南カレジエイト・コラール・ソサイエティ」では、ヘンデル「メサイア」全曲の九州初演を行っている。1959年からは、法政大学混声合唱団（団の分裂後は法政大学アカデミー合唱団）の常任指揮者となり、1975年には全日本合唱コンクールの金賞受賞を果たした。大学混声合唱団が金賞になったのはこの年が初めてである。
編曲者としても主として、男声合唱の分野のために手がけ、合唱団のレパートリー拡大につとめた。彼が編曲の対象としたジャンルは多様である。歌曲や童謡、混声合唱曲、オペラ、ミュージカル、黒人霊歌、ポピュラーソングなどである。それらの一部はカワイ楽譜（現カワイ出版）、ホッタガクフ、サニーサイドミュージック、メロス楽譜、キックオフによって出版された。また、しばしば訳詞もつとめることがあり、その際には安田二郎（やすだじろう）というペンネームを用いた（例として、ショスタコーヴィチ「革命詩人による『十の詩曲』から六つの男声合唱曲」）。この名前は、太平洋戦争にて戦死した2人の親友からとられている。
なお、本人は、歌曲や混声合唱曲からの編曲については、好ましくないという立場をとっていた。特に、混声から女声や男声への改変については、「決してすすめられたものではない」と語っていたが、1970年代以降には萩原英彦『光る砂漠』、團伊玖磨『岬の墓』など既存の混声合唱曲の男声編曲を数多く手掛けており、主張は一貫していない。
全日本合唱連盟との関係も深いものがあり、実際、全日本合唱コンクールの審査や、課題曲解説を担当した。にもかかわらず本人は晩年、「合唱連盟との関連を、出来うる限り遠いものにしようと努めてきた」と書き、全日本合唱コンクールに対しては「日本の合唱に対して、『合唱連盟』が犯した最大の過誤」と評して、否定論を展開した。なお、彼は合唱コンクールそのものを否定しているのではない。批判対象は日本に限定されている。
オペラとの関わりも長く、藤原歌劇団にコレペティトール（練習ピアニスト）として入ったのを皮切りに、合唱指揮者、副指揮者を経て1956年には30歳の若さで常任指揮者に就任した。彼が日本初演したものに、ロッシーニの「ウィリアム・テル」、プッチーニ「外套」「ジャンニ・スキッキ」、バルトークの「青ひげ公の城」などがある。ワーグナーの「ニュルンベルクのマイスタージンガー」の日本初演の際には、合唱指揮および副指揮を担当した。1952年10月、藤沢市に転居し、1959年からは、同年創立された藤沢市民交響楽団の指揮者を務め、同年開催された「第1回藤沢市民音楽祭」を機に、同地の合唱団を指導する磯部俶、関屋晋と交流する。1964年には藤原歌劇団を退団するが、その後1967年にNHK招聘のNHKイタリア歌劇団公演では、第2回から第5回まで合唱副指揮者（第2回と第3回）・合唱指揮者（第4回と第5回。森正の後任）として担当した。1972年から藤沢市民会館文化担当参与となり、翌年にはイタリア歌劇団公演の経験を生かし、プロのソリストとアマチュアのオーケストラ・合唱団が共演する形式の日本初の市民オペラ藤沢市民オペラを立ち上げた。また、大学合唱団や藤沢市で活動するアマチュア合唱団の常任指揮者にも就任した。1973年には東京交響楽団に客演するなど、オーケストラ指揮にも関わった。
音楽評論家としては、「レコード芸術」や「音楽現代」などでレコード評を担当したほか、後述のような著書を持っている。ユニークかつ強烈な斬り込みが信条の評論は、実質似たタイプの宇野功芳に先んじるもので、宇野同様毀誉褒貶はあるものの素人はもとより同業者からも広く支持されていた。レナード・バーンスタインを熱狂的に評価したことでも知られる。

## 著書
- 『グリークラブアルバム』1（北村協一との共編）、カワイ楽譜、1959年
- 『グリークラブアルバム』2（福永編）、カワイ出版、1978年
- 『演奏の時代』紀伊国屋書店、1978年
- 『グリークラブアルバム』3（北村協一との共編）、カワイ出版、1982年
- 『私のレコード棚から――世界の指揮者たち』音楽之友社、1983年
- 『私のレコード棚から　続』音楽之友社、1985年
- Conductor編集部編『演奏ひとすじの道』《Conductor》編集部、1996年

## 主な編曲作品
ここでは出版されたものを取り上げた。

### 混声合唱
- 『新らしい編曲によるクリスマス・キャロル集』（カワイ楽譜）

### 女声合唱
- 女声合唱組曲「沙羅」（信時潔 / カワイ楽譜）

### 男声合唱
- 『クヮルテット・ハンドブック』（カワイ楽譜　収録作品のほとんどが自身の編曲）
- 男声合唱組曲「海の構図」（中田喜直 / カワイ楽譜）
- 『男声合唱曲　黒人霊歌』（ホッタガクフ）
- 男声合唱とピアノのための「さすらう若人の歌」（グスタフ・マーラー / サニーサイドミュージック）
- 男声合唱とピアノのための「ジプシーの歌」（Ａ．ドヴォルジャーク / サニーサイドミュージック）
- 男声合唱とピアノのための「愛の歌」（ヨハネス・ブラームス / サニーサイドミュージック）
- ジプシーの歌（ヨハネス・ブラームス / メロス楽譜）
- From the Sunny South――フォスター名曲集（キックオフ）
- 愛の詩集（リヒャルト・シュトラウス / キックオフ）
- チャイコフスキー歌曲集（キックオフ）
- 『古典イタリア歌曲集』（キックオフ）
- 男声合唱曲「岬の墓」（團伊玖磨 / キックオフ）
- 『Musical Selection』（キックオフ）

## 作曲
- 男声合唱のための組曲「昨日いらつしつて下さい」（キックオフ）